# فرودگاه شهری مووتن فیلد
فرودگاه شهری مووتن فیلد (به انگلیسی: Moton Field Municipal Airport) یک فرودگاه همگانی بهره‌برداری هوایی است که یک باند فرود آسفالت دارد و طول باند آن ۱۵۲۶ متر است. این فرودگاه در کشور ایالات متحده آمریکا قرار دارد و در ارتفاع ۸۰ متری از سطح دریا واقع شده‌است.